# Alexandre Dmitriev
Alexandre Sergueïevitch Dmitriev (russe : Александр Сергеевич Дмитриев) (né le 19 janvier 1935 à Léningrad en URSS) est un chef d'orchestre et pédagogue russe. Il est décoré Artiste du peuple de l'URSS en 1990, et reçoit le prix d’État de la fédération de Russie en 2000.

## Biographie
Il commence sa formation musicale au chœur de l'Académie Glinka de la Chapelle de Léningrad. Plus tard, il est diplômé de la classe de direction de chœur d'Elizaveta Koudriavtseva (ru) et de la classe de théorie musicale de Youri Tiouline (ru) du Conservatoire de Léningrad en 1958. Il poursuit en troisième cycle dans la classe de direction symphonique et d'opéra de Nikolaï Rabinovitch (ru).
En 1968 et 1969, il réalise un stage à l'Académie de Musique de Vienne auprès de Hans Swarowsky, et en 1970-1971 auprès de Ievgueni Mravinski.
En 1960, il est nommé à l'orchestre symphonique de la radio et de la télévision de Carélie. Il en devient chef d'orchestre principal de 1962 à 1971. De 1971 à 1977, il dirige l'orchestre du Théâtre Maly (ex-Michel) de Léningrad.
En 1977, il est nommé à l'Orchestre symphonique académique de Léningrad.
Il a enregistré les cycles complets des symphonies de Ludwig van Beethoven et de Franz Schubert. Il mène une activité intense de concerts en Russie et à l'étranger : en Europe de l'Ouest, aux États-Unis, en Amérique du Sud et en Asie.
Depuis 1971, il enseigne la direction d'orchestre au Conservatoire de Léningrad, devenu ensuite Conservatoire Rimski-Korsakov de Saint-Pétersbourg.

## Distinctions
- 2e prix du Grand Concours de Direction d'Orchestre de l'Union (1966)
- Artiste honoré de la république autonome de Carélie (1967)
- Artiste du peuple de la RSFSR (1976)
- Artiste du peuple de l'URSS (1990)
- Prix d’État de la fédération de Russie (2000)
- Ordre de l'Honneur (2005)
- Ordre du Mérite pour la Patrie de 4e classe (2010)
- Membre d'honneur de la Société philharmonique de Saint-Pétersbourg (2000).

## Sources
- (ru) Cet article est partiellement ou en totalité issu de l’article de Wikipédia en russe intitulé « Дмитриев, Александр Сергеевич » (voir la liste des auteurs).